# Attarimma
Attarimma era una ciutat i un regne de la regió de Lícia (Lukka) sotmès pel rei hitita Mursilis II cap a l'any 1343 aC. El seu rei es va refugiar al regne d'Arzawa, i Mursilis va exigir al seu rei, Uhha-ziti, que li entregués els fugitius. Quan s'hi va negar, Mursilis va iniciar la campanya contra Arzawa, país que va acabar conquerint. Podria correspondre a la posterior ciutat grega de Termessos.